# نولسک
شهر نولسک (به روسی: Невельск) در کشور روسیه و در اوبلاست ساخالین واقع شده‌است.